# مزماريات الفم
مزماريات الفم (الاسم العلمي: Aulostomoida) هي تحت رتبة من الأسماك تتبع رتيبة ملتحمات الفك وأشباهها من رتبة زماريات البحر.

## التصنيف
- شبيهات البوق
  - أسماك البوق
    - سمكة البوق